# Brobot
Brobot is een bestuurslaag in het regentschap Purbalingga van de provincie Midden-Java, Indonesië. Brobot telt 3565 inwoners (volkstelling 2010).